# София Юрукова
София Данаилова Юрукова е българска преводачка и издателка.

## Биография
София Юрукова е родена на 24 януари 1881 година в София в семейството на Данаил Юруков. Принадлежи към голям род от Костурско. Учила е в Девическата гимназия в София, в Парижкия католически пансион „Нотр Дам де Сион“. След като завършва в него 2-годишния курс се прибира в България и става учителка по български език и литература в Търново и Пловдив. Има двама братя и една сестра. Баща ѝ, Данаил Юруков, е участник в Априлското въстание, следосвобожденски кмет на Брацигово и народен представител в Източна Румелия и по-късно – в Обединена България, а майка ѝ – Теофана Величкова-Юрукова, е сестра на Константин Величков.
Освен това се интересува от френската и европейската литература и по-късно започва да прави преводи. През 1900 г. в списание „Летописи“ са публикувани първите ѝ преводи на френски език. През 1909 г. печели конкурс за превод на пиеса, обявен от Народния театър, оглавяван по това време от Пенчо Славейков.
След като се установява в София заедно с цялото си семейство, започва да реализира идеята си за създаване на издателство за преводна литература. Замисълът е в библиотека от романи – всеки месец по един – да се представят произведения на съвременната европейска литература. Средствата за това начинание събира със съдействието на близки на семейството, подписали полица за 500 лв. Основателка на издателската поредица „Мозайка от знаменити съвременни романи“.
Починала е на 19 октомври 1918 г.
До смъртта ѝ през 1918 г. издателството набира опит и известност, поддържана 40 г. от приемниците – Георги Юруков и съпругата му Мара Сеизова-Юрукова, сестра му Мара Юрукова-Дамова. Те следят чуждестранната литература (главно чрез френските периодични издания „Илюстрасион“ и „Ревю дьо монд“), правят подбора на произведенията, немалка част превеждат. Организират отпечатването и разпространението им, печелят интереса на читателите-купувачи.